# پایگاه هوایی لک
پایگاه هوایی لک (به انگلیسی: Leck Air Base) یک فرودگاه همگانی با کد یاتا EKXL است که یک باند فرود آسفالت دارد و طول باند آن ۲۴۳۲ متر است. این فرودگاه در کشور آلمان قرار دارد و در ارتفاع ۴ متری از سطح دریا واقع شده است.